# Medical Subject Headings
Die Medical Subject Headings (MeSH) sind ein Thesaurus zur Sacherschließung von Büchern und Zeitschriftenartikeln in Medizin und Biowissenschaften.
Das MeSH-System wird von der United States National Library of Medicine gepflegt und überarbeitet. Es wird vor allem für die Datenbank MEDLINE verwendet, die über das vom National Center for Biotechnology Information betriebene Internetportal PubMed der Öffentlichkeit für kostenfreie Recherchen zur Verfügung gestellt wird.
Eine deutsche Übersetzung des MeSH wurde bis 2018 vom DIMDI in Köln erstellt. Dort steht die letzte Version von 2019 bereit. Übersetzt wurden alle Main Headings, alle Subheadings und fast alle Entry Terms. Das Einstiegsvokabular wurde um rund 6.000 deutsche Bezeichnungen erweitert.
2020 hat ZB MED – Informationszentrum Lebenswissenschaften die Übersetzung übernommen. Die ZB MED hat 2021 erstmals semantische Formate des bilingualen MeSH publiziert.
Mit MeshPubMed setzt eine wissensbasierte Suchmaschine für biomedizinische Texte explizit auf MeSH als „Inhaltsverzeichnis“, um die Millionen Artikel der Datenbank MEDLINE zu strukturieren.